# Замък
За̀мъкът е вид сграда или комплекс от сгради с укрепителни и отбранителни функции, строена по време на Средновековието в Европа и Близкия изток за европейската аристокрация. Въпреки че съществуват различни мнения за основното предназначение на замъците, най-често така се наричат частните или държавни укрепени резиденции на монарси, феодали или благородници. Различават се от крепостите по това, че те са резиденции, с присъща жилищно-представителна функция, а от укрепените градове по това, че не са съоръжения за обществена защита. Терминът се използва за разнообразни постройки от фортове, разположени на хълм, до провинциални имения. За периода от 900 години, през който са строени замъци, последните приемат най-различни форми с разнообразни допълнения, но някои части, като например крепостни стени и бойници, остават тяхна обща характеристика и се срещат почти навсякъде.
В Западна Европа замъците се появяват през IX и X век след разпадането на Франкската империя, в резултат на което територията ѝ е поделена между отделни принцове и благородници. Укрепленията упражняват контрол над областта непосредствено около тях и са едновременно пригодени за отбрана и нападение. Те осигуряват основата, която може да послужи за започване на внезапни атаки или търсене на защита от враговете. Макар че често са подчертавани предимно военните приложения на замъците, тези здания служат също така като административни центрове и символи на властта, подчертаващи и узаконяващи социалния статут на владетеля. Градските замъци са използвани за контрол над масите и важните търговски пътища, докато провинциалните често се намират в близост до архитектурни или природни особености, които са от съществено значение за общността, например мелници или плодородна земя.
Замъците първоначално се строят от дърво и пръст, като по-късно за усилване на защитата се използва камък. Ранните замъци често търсят природни, естествени защити и по тази причина не включват кули и бойници, разчитайки на централната защитна част. В края на XII и началото на XIII в. се появява научен метод за строеж на замъци. Това води до появата на кули с отдаване на специално значение на фланговото обстрелване. Повечето нови замъци са многоъгълни или разчитат на концентрична защита – състоят се от няколко етапа от укрепления, намиращи се едно в друго, способни да функционират едновременно за максимално увеличаване на отбранителната способност. Тези промени в отбраната се приписват на смесица от технологии, използвани по време на Кръстоносните походи и на тези, вдъхновени от по-древни съоръжения като например древноримските фортове. Не всички елементи на замъка са военни по природа. Такива като рова например се превръщат от защитни допълнения в символи на власт и могъщество, строени за да впечатляват и доминират околния пейзаж.
Макар че барутът се появява в Европа още през XIV в., запалителната смес не променя значително строежа на замъците до XV в., когато артилерията става достатъчно мощна и способна да пробие каменните стени като ги разрушава постепенно. Въпреки че замъците продължават да се строят и през XVI в., снабдяването им с нови приспособления против топовните атаки, ги правят неудобни и нежелани места за пребиваване. Като резултат от това истинските замъци западат и са заменени от артилерийски фортове без никаква административна роля и от провинциални имения без защити. От XVIII век се възобновява интересът към замъците и се изграждат нови замъци като част от романтическото възраждане на готическата архитектура, но тези замъци не се използват за военни нужди.

## Дефиниция

### Етимология
Думата „замък“ сама по себе си не се среща в средновековния български език и не се използва никъде из останалите оттогава извори. Тя навлиза в България едва през XIX в., като за един от първите, които я използват, се смята чехът К. Иречек. Думата има славянски произход и се е образувала от чешки zámek през полски zamek и руски зáмок. Първоначално е използвана като замок (1856) с мн.ч. замкы (1861) и впоследствие замкове (1873). Чешката дума от своя страна калкира от немското slōz (ключалка, средновековна крепост), а тя от латинската дума clūsa (крепост). Най-ранното споменаване на думата „замък“ е открито от Фр. фон Миклошич в документ от ХVІ век. Друго споменаване на думата е в строителен каменен надпис от замъка Soroca, Молдавия, датиран в края на ХVІ или първата половина на ХVІІ век, гласящ: „Сладил сий замок...Якоп“.

### Определящи характеристики
Обяснено най-просто, замъкът се дефинира сред учените като „лична, укрепена резиденция“. За разлика от по-ранните крепости като англосаксонските укрепления, подобни на землянки, или от оградените със стени градове от Изтока като Константинопол и Антиохия, замъците не са обществени защитни съоръжения, а са строени от и са притежание на местен благородник (най-често феодал). Съответно те могат да бъдат предназначени за самия васален благородник или за неговия сеньор. Фундаментът на феодалната ленно-васална система се гради на връзката между сеньора и васала, като в замяна на военна служба сеньорът дава на своя суверен земя и изисква лоялност. В края на XX в. се обуславя тенденция към уточняване на дефиницията на замък чрез добавяне на критерий за феодална собственост, при което замъците се обвързват единствено със средновековния период. Не е задължително това обаче да отговаря на терминологията, използвана през Средните векове. През Първия кръстоносен поход (1096 – 1099) западноевропейските армии се натъкват на укрепени населени места и фортове, които те наричат замъци, ала които не биха се считали за такива от гледна точка на съвременната дефиниция.
Замъците служат за голям брой нужди, най-важните от които са военна защита, администрация и контрол върху местните пътища, търговия, индустрия и други. Освен като отбранителни конструкции, замъците се използват и за офанзивна база (още щаб), откъдето да започват атаките в чуждата територия. Например в Англия норманите създават редица замъци едновременно за отбранителни нужди и за умиротворяване на местните жители. Докато Уилям Завоевателят завзема земите на острова, движейки се на север, той укрепява ключови позиции в териториите, падащи под негова власт. В периода 1066 – 1087 построява 36 замъка като Уорик, който се използва като отбранителен форт срещу въстанията и бунтовете в Централна Англия. Към края на Средновековието замъците постепенно губят своята военна значимост заради появата на мощни оръдия и постоянни артилерийски фортове. Като резултат се променя предназначението на замъците, които се превръщат предимно в резиденции на благородници, затвърдяващи символично тяхната власт.
Терминът „замък“ също е погрешно използван за обозначаване на постройки като фортификациите от Желязната епоха, например замъка Мейдън в Дорсет. Замъкът се използва като крепост и затвор, ала е още място, където рицарят (или съответно аристократът) може да пирува и да се весели със своите другари. С течение на времето естетиката взима връх в архитектурата на замъците, защото външният вид и размер са отражение на престижа и мощта на притежателя – често зад крепостните стени се намират уютни домове. Макар замъкът дълго време да осигурява защита срещу противникови сили, в крайна сметка той бива заменен от провинциални имения с висок статут. Широко разпространено е разбирането, че замъците са свързани единствено с Европа, където се зараждат, и със Близкия изток, където са пренесени от кръстоносците. Противоречащи на това схващане са аналогичните постройки, издигнати в Япония през XVI и XVII в. Те се развиват без пряка връзка и влияние от Европа и, както се изразява военният историк Стивън Търнбул, „имат изцяло различна история на развитие, строени са по съвсем различен начин и са проектирани да издържат на атаки от коренно различно естество.“

## Съставни елементи

### Донжон
Донжонът представлява величествена кула с големи размери и обикновено е защитаваното място в замъка преди използването на концентрична защитна система. Думата донжон е френска с латински корени (от dominus – господар), а на латински се използва и turris. В английския думата за тъмница (dungeon) е неправилна форма на donjon.
Макар да е най-здравата част от замъка и последното убежище на бранниците след падането на другите защити, донжонът не стои празен в мирно време, а се използва като резиденция на властелина на замъка, негови гости, или представители. Това е обичайно най-вече за Англия, където след нормандската инвазия от 1066 г. „нашествениците живеят дълго време в състояние на постоянна бдителност.“ Извън острова съпругата на владетеля управлява отделно жилище (на латински domus, aula или mansio) в близост до донжона, а самият донжон се използва като казарма и щаб. Впоследствие двете функции се сливат в една сграда с големи прозорци по горните етажи. Огромните вътрешни пространства на останалите от миналото донжони често водят до грешни заключения; в Средновековието те са разделени на няколко стаи с тънки прегради, подобно на днешните офиси. Дори и в големите замъци централната зала е разделена само чрез преграда от покоите на властелина.

### Крепостна стена
Крепостните стени са защитни стени, затварящи основните сгради на замъка в отбранителен пръстен. Те трябва да са достатъчно високи, за да затруднят максимално преминаването чрез стълби, и достатъчно дебели, за да устоят на обстрел от обсадни машини, които включват и артилерия след XV в. Типичната крепостна стена има дебелина от 3 метра и височина от 12 метра, макар подобни размери да варират силно за отделните видове замъци. За да се предотврати подронването им чрез подземни тунели, около основните на стените често се полагат покривни слоеве от камък. Проходи по върха на стената позволяват на бранниците да обстрелват враговете отдолу, а зъбците и бойниците им осигуряват допълнителна защита. Крепостните стени са осеяни с крепостни кули, които позволяват страничен обстрел по продължението на стената. Амбразурите не са често срещани в Европа до XIII в. заради опасенията, че ще намалят здравината на стените.

### Ров
Ровът е защитен изкоп със стръмни страни, който може да бъде сух или пълен с вода. Целите на подобно съоръжение са две: да се спре приближаването на устройства като обсадни кули до крепостните стени и да се предотврати подземно подкопаване. Пълните с вода ровове се срещат най-често в ниски местности. Над тях обикновено има подвижен мост, който понякога е заменен от каменен статичен такъв. Укрепени острови може да се допълнят към рова, което осигурява още една отбранителна линия. Водните защити като ровове и естествени езера имат предимството, че диктуват откъде и как ще се приближи врагът.
Замъкът Карфили от XIII в. се простира върху повече от 30 акра (12 хектара), а водните защити, създадени чрез наводняване на долината южно от замъка, са сред най-големите в Западна Европа.

### Порта
Входът често е най-слабата част в защитата. За да се предотврати пробив оттам, се създава постройка около портата, позволяваща на защитниците вътре в замъка да контролират влизащите и излизащите. При преизграждането на землянките и дървените замъци портата и обграждащата я сграда са първото, което се строи от камък. Предната част на портата е сляпо петно за бранниците, поради което се добавят високи кули от двете страни по начин, подобен на този, използван от римляните.
Входът към замъка по принцип е място, където могат да се видят редица защитни съоръжения, за да затрудни щурма на обсаждащата армия. Почти задължителна е подвижната вертикална решетка (герс), направена или от метал, или от дърво, подсилено с метал, за да блокира входа, както и бойници, позволяващи на защитниците да обстрелват врага. Дължината на прохода, който се образува от издигната постройка около портата, е умишлено увеличена, за да се продължи времето, през което враговете са под обстрел и неспособни да се групират в тясното пространство. Всеизвестен мит е, че отворите в пода на постройката към портата (т. нар. мортриери) се използват за изливане на врящо олио или разтопено олово върху атакуващите. Цената на олиото и оловото, както и разстоянието на портата от всякакви пещи правят подобна идея съвсем непрактична. Тяхната най-вероятна употреба представлява хвърлянето на предмети или изсипването на вода за угасяването на разразили се пожари (каквито често се използват за пробиване на дървени порти).
През XIII и XIV в. се развива барбаканът. Той се състои от крепостен вал, изкоп и по възможност – кула, които се намират пред постройката около портата и се използват за допълнителна защита на входа. Барбаканът не само дава още една линия на защита, но също диктува откъде да се придвижи врага, за да стигне до портата.

### Мот и бейли
Мотът (от английската дума motte) представлява могила с плосък връх. Тя често е изкуствено създадена, макар че понякога се използват естествени неравности в релефа. Пръстта, използвана за издигането му, оставя изкоп около могилата за допълнителна защита. Понякога минаващ наблизо поток е отбиван от коритото си, за да изпълни рова с вода. Думата мот е изключително близка до английската дума за ров (moat), което означава, че двата термина още от миналото са тясно свързани. Въпреки че мотът по принцип се свързва с бейли, за да образуват т. нар. замък „мот и бейли“, този случай не е задължителен, така че мотът и бейлито се срещат и самостоятелно. На могилата най-често се намира укрепено здание като например кула, при което равният връх се огражда с палисада. Обикновено мотът се достига чрез „летящ мост“ – мост, простиращ се от външната страна на рова над мота до ръба на върха на могилата. Подобен мост може да се види изобразен върху 70-метровия гоблен от Байо като част от шато дьо Динан. Понякога мотът покрива стар замък или зала, чиито помещения става подземен склад и затвор под новата постройка.
Думата бейли има английски произход (bailey). Терминът обозначава вътрешното пространство между концентричната защитна система от стените на замъка или просто казано – затворено, укрепено пространство. Бейли се среща много често при замъците и повечето имат поне по едно подобно пространство. Донжонът на върха на мота е резиденцията на феодала, който управлява замъка, както и мястото за последна съпротива, докато бейлито побира останалите обитатели, давайки им защита. Казармата за гарнизона, конюшните, работилниците и складовите здания най-често се намират тук. Жителите се снабдяват с вода чрез кладенец или цистерна. С течение на времето жилищните сгради за благородниците се преместват от неудобния за живот донжон към пространството на бейлито. Това води до изграждането на прегради и на няколко бейлита, за да се покаже по-ясно разграничение между сградите с висок статут като резиденцията на властелина и църквата от обикновените постройки като работилници и казарма. От XII в. нататък се наблюдава ясно изразена тенденция към преместване на рицарите от малките им къщи в границите на бейлито към укрепени жилища в провинцията.

### Други
Зъберите (или още зъбци) са често срещани по върха на крепостните стени и на портата. Освен тях за отбрана се срещат и следните допълнителни елементи: дървени огради около върха на стената, амбразури (или още бойници) и машикули, откъдето да се хвърлят камъни и други върху атакуващите. Дървените огради се разполагат извън крепостната стена във висящо положение, което позволява на бранниците да обстрелват или замерят враговете в основната на стената без да е нужно да се навеждат от измежду зъберите, което би ги поставило под директен обстрел. Амбразурите, познати още като бойници, са тесни вертикални отвори в крепостните стени, които позволяват на защитниците да стрелят през тях с лък или арбалет. Направени са тесни, за да предпазват от външен обстрел. Естествено ако са прекалено тесни, амбразурите ще пречат на стрелците и ще блокират взора им към случващото се отвъд стените. Обикновено се добавя и малък хоризонтален отвор, благодарение на който бранниците могат по-успешно да се прицелят, и поради който амбразурите често имат формата на кръст. Понякога се срещат и малки вратички, които позволяват на гарнизона скоростно да напусне замъка и да нападне изненадващо обсаждащите сили.

## История

### Предистория
Историкът Чарлс Кулсън твърди, че натрупването на богатства и ресурси (като храна) води до нужда от отбранителни съоръжения. Първите укрепявания се появяват в Плодородния полумесец, долината на река Инд, Египет и Китай, където населените места биват защитени от големи стени. Северна Европа се развива по-бавно от Изтока в изграждането на укрепления, така че такива се появяват едва през Бронзовата епоха като фортове по билата на хълмове. Впоследствие те се разпространяват из цялата Европа през Желязната епоха. Тези здания се различават от източните си предшественици по това, че използват основно земна маса вместо камък като строителен материал. Множество подобни конструкции са запазени до днес заедно с палисади към рововете.
В Европа опидумът се появява през II век пр. Хр. Той представлява гъсто населено укрепено място и се развива от хълмовите укрепления. Римляните се натъкват на подобни укрепени населени места като опидуми, когато разширяват територията на своята империя в Северна Европа. Макар и примитивни, те често са доста ефективни и биват преодолени единствено чрез засилената употреба на обсадни машини и други обсадни техники, каквито се срещат в битката при Алезия. Римските укрепления (кастра) варират от елементарни временни насипи, създадени от придвижващи се армии, до усложнени постоянни каменни конструкции като например Адриановия вал. Римските фортове по принцип са правоъгълни със заоблени ъгли – форма на карти за игра.

### Произход и ранни замъци
Замъците започват да се строят през IX и X век. В този период се появява социален и военен елит във Франкската империя и нараства ролята на кавалерията в лицето на рицари. Воюването на гърба на кон е усилие, поглъщащо много време и средства за специално снаряжение и тренирани коне. За своята служба рицарите получават земя от лорда, на чиято страна се бият. Връзката между рицаря и неговия лорд (сеньор) с времето прераства в ленно-васална система между аристократите и е в основата на феодализма. Когато Франкската империя се разпада, централизираната администрация също изчезва, при което отговорността за управлението пада върху провинциалния елит. Това води до приватизация на властта, така че всеки от по-нисшите благородници поема управлението на местните икономика и правосъдие. Макар че замъците са частни здания, аристократите властват над определена земя и се грижат за защитата на нейните обитатели. Традиционно се смята, че феодализмът води до упадък в обществото, който допринася за падението на Франкската империя. Мненията на съвременните историци обаче клонят към тезата, че феодализмът е просто наследник на предишно управление, а не негов съперник.
Строежът на замък понякога изисква позволението на краля или на някоя друга висша власт. Така например императорът на Свещената Римска империя Карл II Плешиви забранява строенето на замъци без негово позволение и нарежда всички такива да бъдат разрушени през 864 г., което е може би най-ранният случай на построяване на замъци без разрешение и при нарушаване на васалната клетва. Въпреки всичко има много малък брой замъци, които без съмнение са датирани от средата на IX в. Престроеното в донжон около 950 г. шато Дуе ла Фонтен в Анжу, Франция е най-старият запазен замък в Европа.
Военният историк Алън Браун поддържа тезата, че упадъкът на обществото, свързан с падението на Франкската империя, и последвалото отсъствие на работеща централизирана държавност правят феодалните връзки по-значими. Строежът на замъци не се дължи единствено на желанието на новите лордове да защитят земите си, а е и реакция срещу атаките на маджарите, мюсюлманите и викингите. Най-вероятно замъкът просто еволюира от често срещаните укрепени благороднически домове. Най-голямата заплаха за благородническия дом, строен по принцип от дърво, е огънят. За предотвратяване на пожари и защита от нападатели има няколко възможности: създаване на обкръжаващи зданието изкопи, издигане на изкуствена могила, позната още като мот, или изграждането на каменни здания. Докато идеята за ровове, крепостни валове и стени като защитни съоръжения се появява още в Античността, то издигането на изкуствени могили, за да се използва преимуществото на високото разположение, е средновековна иновация. Изграждането на сградата от камък не предотвратява напълно опасността от пожар, защото все още има прозорци и дървена порта. Това води до повдигане на нивото на прозорците на първия етаж, за да е по-трудно вътре да се хвърлят горящи предмети, и до издигането на входа от приземния етаж на първия етаж. Тези характеристики могат да се видят в много останали от миналото донжони на замъци, които са всъщност доразвита версия на аристократичните резиденции и вътре се побира домакинството на благородника. Замъците не се използват само като отбранителни резиденции, но и като символ на властта на лорда над притежаваните от него земи. Освен това замъците позволяват на гарнизона да контролира околната местност и са важен административен център, осигурявайки на благородника зали за приеми.
От 1000 г. нататък замъците се споменават все по-често в разнообразни текстове (например харти). Историците интерпретират това като доказателство за внезапно увеличаване в броя на замъците в Европа по това време. Това предположение е подкрепено от археологически изследвания, датиращи конструирането на подобни защитни съоръжения чрез проучване на керамични изделия. Възходът на замъците в Италия започва в средата на X в., като броят им се увеличава с от три до пет пъти на всеки 50 години, докато в други части на Европа като Франция и Испания разпространението е по-бавно. В Прованс например през 950 г. има 12 замъка, до 1000 г. числото се вдига до 30, а до 1030 г. – над 100. Въпреки че периодът на разпространяване в Европа е почти еднакъв, самите замъци силно се различават според региона, където са построени. В първите години на XI в. замъците от вида „мот и бейли“ са най-често срещани в цяла Европа освен Скандинавия. Замъците се появяват в Англия малко преди норманското нашествие през 1066 г. „Мот и бейли“ остават водещи в Англия, Уелс и Ирландия и през XII в. По същото време архитектурата на замъците в континентална Европа силно се усложнява.
Центърът на тази промяна в архитектурата през XII в. е донжонът. Тези централни кули се срещат все по-често и обикновено имат квадратна форма със стени с дебелина от 3 до 4 метра. Декорацията им подражава на Романския стил в архитектурата и понякога включва двойни прозорци като тези в камбанариите. Донжоните, в които пребивава властелинът на замъка, стават по-просторни. Акцентът във външния вид на донжоните се променя, за да отразява промяната от функционални към декоративни изисквания, добавяйки символ на благородническата власт в пейзажа. Това понякога води до компромиси в отбранителните качества за сметка на показността. Историците приемат разпространението на замъците из цяла Европа през XI и XII в. като доказателство, че войната е почти непрекъсната по това време и съвсем често водена между местни аристократи.
В някои държави преди да се започне изграждането на конструкцията е задължително да се получи разрешение от краля. В противен случай строителят рискува като наказание замъкът му да бъде умишлено увреден до такава степен, че да не е пригоден за отбрана. Този метод не е универсален, защото в някои страни монархът има малък контрол над своите васали или се нуждае от изграждането на нови замъци за укрепване на властта си и разрешение не е нужно. Подобен е случаят в Светите земи по време на Кръстоносните походи и в Англия след 1066 г. Швейцария е краен пример за липсата на контрол над строежа на замъци и като резултат в страната се издигат над 4 хиляди замъка. Преди XII в. замъците са толкова рядко срещани в Дания, колкото и в Англия преди норманското завоевание. Датчаните започват да строят такива здания като реакция срещу атаките на лужешки пирати и по принцип ги използват като брегови защити.

### Нововъведения и научен подход
До XII в. замъците, построени от камък и тези от дърво и земя, са модерни за времето си, но в края на века броят на новопостроените замъци започва да намалява. Това отчасти се дължи на високата цена на каменните укрепления, а и местата, подходящи за дървени замъци, намаляват, така че се налага да се строят по-скъпите, но по-издръжливи каменни замъци. Макар да са изместени от каменните си наследници, дървените замъци в никакъв случай не стават безполезни. Доказателство за това е продължителната поддръжка на дървените конструкции за дълги периоди от време, дори понякога цели векове. Например дървеният замък на Оуайн Глиндур от XI в. в малкото селце Сичарт, Уелс все още е в употреба през XV век, което ще рече цели четири века.
В края на XII в. се наблюдава драстична промяна в архитектурата на замъците. Дотогава те имат малко на брой кули, порта с няколко защитни допълнения като бойници, решетки или машикули и мортриери за хвърляне на предмети, мощен и висок донжон, по принцип квадратен и без амбразури, а формата се решава от особеностите на местността, което обикновено води до неправилна или криволинейна конструкция. Естествено всеки замък е уникален сам по себе си, но тези характеристики могат да се видят в типичните замъци в средата на XII в. До края на века и в началото на XIII в. обаче новопостроените замъци придобиват различен вид. Те стават многоъгълни, с кули на всеки ъгъл, за да се осигури страничен обстрел (още наречен енфилада) по прииждащите вражески сили по стените. Крепостните кули са строени така, че да се подават извън стените. Освен това имат и амбразури на всяко ниво, за да се позволи на стрелците да улучат всеки, който се приближава или е на стените. Тези по-късни замъци невинаги имат донжон, но това може да се дължи на усложнената конструкция, изискваща повече финансови средства, така че донжонът бива пожертван, за да се спестят пари. По-големите кули предоставят пространство за обитаване, за да намалят липсата на донжон. Ако все пак има донжон в късните замъци, то той не е квадратен, а многоъгълен или цилиндричен. Портата и зданията около нея са силно защитени, като по принцип от двете ѝ страни има полукръгли кули, свързани чрез проход. Често се срещат и една или повече метални решетки.
Ако се потърси обяснения за промяната в сложността и стила на замъците след XII век, медиевистите най-често го откриват в кръстоносните походи. Кръстоносците, които дотогава не са познавали източната архитектура, научават много за укрепленията от конфликтите си със сарацините и сближаването си с Византийската архитектура. Съществуват легенди като тази за Лалис – архитект от Палестина, който заминал за Уелс след кръстоносните походи и чувствително подобрил замъците в южната част на страната. Предполагало се също, че велики архитекти като например Джеймс от Сейнт Джордж са родени в Близкия изток. В средата на XX век това виждане се подлага на съмнения, легендите не се считат за достоверни, а относно Джеймс от Сейнт Джордж е доказано, че е от Сен-Жорж-д'Есперанш във Франция. Ако иновациите в укрепленията идват от Изтока, то тогава тяхното влияние би трябвало да се появи след 1100 г., тоест веднага след победата на християнските войски в Първия кръстоносен поход (1096 – 1099), а не около век по-късно. Останки от римски строежи в Западна Европа все още се издигат по това време на много места. Някои от тях имат флангови кръгли кули и входове между две флангови кули. Строителите на замъци в Западна Европа съблюдават и се влияят силно от римската архитектура. Така например крайбрежните фортове на английския Саксонски бряг биват отново използвани през Средновековието, а в Испания градските стени около Авила имитират римски чертежи, когато се строят през 1091 г. В „Crusading warfare“ (Военно дело на кръстоносците) от Р. С. Смейл се излага виждането, че влиянието на източните укрепления върху Запада е преувеличено и че кръстоносците от XII в. всъщност научават съвсем малко за научните подходи от византийските и сарацинските защитни здания. Добре построеният замък, използващ природните дадености за отбрана и имащ здрави стени и ровове, няма нужда от научен подход. Пример за това е Керак в Ал Карак, Йордания. Макар че там няма научен подход при строежа, той е почти непревземаем, както става ясно, когато през 1187 г. Саладин го обсажда дълго време и вместо да рискува да го щурмува, оставя гладът да му спечели победата.
Тези, които не се завръщат у дома в Европа след Първия кръстоносен поход, създават кръстоносните държави като Антиохийското княжество, Графство Едеса, Графство Триполи и Йерусалимското кралство. Замъците, които те построяват, за да подсигурят своята власт в превзетите земи, са проектирани най-вече от сирийски майстори-зидари. Техните конструкции са много близки до римските фортове (кастра) или византийските тетрапиргии, които са квадратни и имат квадратни кули на всеки ъгъл, които не се показват много извън крепостната стена. Донжонът на тези замъци по принцип е квадратен и най-често без декорации. Докато замъците се използват за укрепване на местност и контрол на придвижването на армии, в Светите земи някои ключови стратегически позиции остават неукрепени. Архитектурата на замъците в Близкия изток става по-усложнена в края на XII и началото на XIII в. след патовото положение, настъпило след Третия кръстоносен поход (1189 – 1192). И християните, и мюсюлманите едновременно строят замъци, които силно се различават едни от други. Сафадин – владетелят на сарацините през XIII в., създава конструкции с големи правоъгълни кули, които имат силно влияние върху мюсюлманската архитектура и се копират отново и отново. Въпреки това тяхното влияние върху кръстоносците е незначително.
В началото на XIII в. замъците на кръстоносците се строят основно от рицарски ордени като хоспиталиерите, тамплиерите и рицарите от Тевтонския орден. Те изграждат замъци като Крак де Шевалие, Маргат, Белвуар и др. Външният вид на замъците варира не само между ордените, но и между отделните самостоятелни замъци, макар че изградените в този период укрепления най-често имат концентрични защити. Основната идея, която се появява при замъци като Крак де Шевалие, е да се преустанови осланянето единствено на централна твърдина и да се наблегне на отбраната на крепостните стени. Създават се повече от един защитен пръстен, като вътрешният пръстен е по-висок от външния, така че да не бъде блокирана видимостта за обстрел. В случай, че атакуващите преминат първата стена, те се озовават в затвореното пространство между нея и втората стена, където лесно могат да бъдат избити. На тях ще им се наложи да щурмуват втория пръстен, за да успеят да превземат замъка. Концентричните замъци са широко разпространени в Европа. Например когато Едуард I, който сам е участвал в кръстоносен поход, строи осем замъка в Уелс в края на XIII в., четири от тях имат концентрична конструкция. Не всички характеристики на замъците на кръстоносците от този период се използват и в Европа. Често срещани в укрепленията в Светите земи са два завоя в прохода от портата до вътрешността на замъка, които удължават престоя на вражеските сили под обстрела на защитниците. Такъв вид проход се среща изключително рядко на Стария континент.
По принцип замъците из Близкия изток имат амбразури в крепостните стени на няколко нива, докато в Европа строителите предпочитат да не поставят толкова много бойници, защото смятат, че отслабват стената. Това не е така, но амбразурите започват широко да се използват и в Европа, едва когато на власт идва Едуард I и започва програма по строене на замъци. Кръстоносните походи водят и до появата на машикули в Западната архитектура. До XIII в. върховете на кулите са обградени с дървени галерии, позволяващи на бранниците да хвърлят предмети върху атакуващите отдолу. Макар машикулите да имат същото предназначение, те по-скоро са източно изобретение, отколкото развити дървени галерии. Тези дупки са използвани на Изток много преди появата на кръстоносците и дори най-вероятно се появяват някъде през първата част на VIII в. в Сирия.
Макар Франция да е описвана като „сърцето на средновековната архитектура“, в Англия се наблюдава апогей на крепостна архитектура през XII в. Френският историк Франсоа Жибилан пише:
| „ | Великото възраждане на военната архитектура е водено, както естествено се очаква, от могъщите крале и принцове на това време; от синовете на Уилям Завоевателя и техните наследници – Плантагенетите, когато стават херцози на Нормандия. Те са хората, построили всички типични укрепени замъци от XII в., които са запазени и до днес. | “ |

 Въпреки това до началото на XV в. строежът на замъци в Англия и Уелс замира. Новите замъци са по-неиздръжливи от ранните и имат по-малко иновации, макар че все пак продължават да се строят здрави укрепления като Раглан в Уелс. По същото време френските замъци излизат на преден план и водят пред всички в областта на средновековните укрепления. Из цяла Европа – най-вече Прибалтийските републики, Германия и Шотландия, замъци продължават да се строят и през XVI век.

### Поява на барута
Артилерийските оръдия, използващи барут, се появяват в Европа през 20-те години на XIV в. и се разпространяват скоростно. За ръчни оръжия от типа на пистолети и пушки, които в началото са непредвидими и съвсем неточни, не се споменава до 80-те години на същия век. Замъците се пригодяват така, че малки артилерийски единици – между 19,6- и 22-килограмови – да могат да стрелят от кулите. Тези оръдия са прекалено тежки да бъдат носени и използвани ръчно, но при подкрепяне на задната дебела част и опиране на дулото върху ръба на стойката е възможно човек сам да стреля с оръдието. Стойките, разработени в този период, показват уникално допълнение – хоризонтална дървена греда напречно на дулото. Кука в края на оръдието може да се заключи с мандало за дървото, така че на стрелящия не се налага да поема целия откат. Тази добавка се среща из цяла Европа и макар че дървената греда рядко оцелява, напълно запазен пример за подобно оръдие може да се види в замък Дорненбург, Нидерландия. Оръдейните стойки имат форма на обърнат на обратно отвор за ключ с кръгла дупка в дъното за оръжието и тесен отвор отгоре за прицелване. Този вид стойки се среща много често в замъци, пригодени за оръдия, каквито може да се видят в Египет, Италия, Шотландия, Испания и другаде. Други видове стойки, които са по-рядко срещани, са с хоризонтални отвори, позволяващи само странично движение, или с големи квадратни дупки, позволяващо по-голяма подвижност. Използването на оръдия за защита дава подем на артилерийските замъци като шато дьо Ам във Франция. Защитните съоръжения срещу оръдия се развиват в по-късен период. Ам е пример за тенденцията новите замъци да се строят без по-ранни характеристики като високи кули, зъбци и пр.
Все по-големи оръдия започват да се проектират и през XV в. те стават алтернативни обсадни машини. Преимуществата на големите оръдия спрямо требушета, който е най-ефективната средновековна обсадна машина преди появата на барута, са по-големият обсег и сила. В опит да се увеличи тяхната ефективност, оръдията се правят все по-големи. До средата на века оръдията вече стават предпочитани пред всички останали обсадни машини, а успеваемостта им се доказва при завладяването на Константинопол през 1453 г. от султан Мехмед II. Отговорът срещу по-мощните оръдия е изграждането на по-дебели стени и кръгли кули, защото всяка извивка спомага за отклоняването на снаряда. Притежателите на по-старите здания трябва да сторят нещо, за да се справят със силата на оръдията. Обикновено се изсипва пръст зад крепостните стени, за да поеме част от удара. Често се случва в замъци, построени преди появата на барута, да не е възможно да се използват оръдия заради тесните проходи по стените. Решението е премахването на върха и намаляването на височината на кулата, заспиването на пода с чакъл и поставянето на оръдията там. Този ущърб на крепостните защити има за страничен ефект по-лесното им преодоляване чрез стълби. Друга по-разпространена алтернатива, която не носи щети за замъка, е изграждането на насипи извън крепостните стени. Тези насипи се строят от земя и камък и се използват за поставяне на оръдия.
В началото на XVI в. в Италия се появява иновативният бастион, построен с коси стени. С подобни новости Италия се превръща в пионер по отношение на артилерийските фортове, които завземат защитната роля на замъците. От тези укрепления се образуват звездообразните фортове, познати още като trace italienne. На елита, който строи замъци и крепости, се налага да избира между новия вид укрепление, което издържа на огневата мощ на оръдията, и по-ранния, по-усложнен стил. Иновативните фортове са неприятни на външен вид и неудобни, а по-старите замъци са по-несигурни, макар че предлагат естетика от високо ниво и стойност, що се отнася до символично надмощие. Често благородниците избират втората възможност, защото се оказва очевидно безсмислено да се опитва да се укрепва дадено място в опит да се спре мощта на оръдията.
Няколко истински замъка бива построени в Америките от испанските и френски колонисти. Първата фаза на строеж на испански фортове е наречена „период на замъците“, която продължава от 1492 г. до края на XVI в. Започвайки с крепостта Осама, „тези замъци представляват типични средновековни европейски замъци, пренесени в Америка.“ Сред други защитни конструкции (като фортове и цитадели) замъците също се строят и в Нова Франция към края на XVII в. В Монреал артилерията не е така развита, както на Стария континент, така че някои регионални фортове се строят като укрепените имения във Франция. Форт Лонгьой, построен в периода 1695 – 1698 от баронско семейство, е описван като „най-средновековно изглеждащия форт, строен в Канада.“ Имението и конюшните са в границите на укрепеното бейли с висока кръгла кула на всеки ъгъл. Най-масивният форт, приличащ на замък, в близост до Монреал е форт Сенвил (1692 г.), който има квадратни кули, свързани с дебела каменна стена, както и укрепени вятърни мелници. Каменните фортове, подобни на гореспоменатите, служат като укрепени резиденции, както и внушителни сгради, възпиращи нашествията на ирокезите.
Макар че строежът на замъци замира към началото на XVI век, те в никакъв случай не изпадат от употреба. Някои запазват своята роля в местната администрация и стават съдилища, докато други продължават да се унаследяват в аристократичните семейства като резиденции. Известен пример за това е Уиндзорският замък в Англия, който е изграден през XI в. и е до днес е официална резиденция на монарха на Обединеното кралство. В други случаи замъците все още се използват като защитни здания. Жилищните кули, които са близко свързани със замъците, представляват защитени кули, осигуряващи постоянна резиденция. Те се строят от XIV до XVII в. Често срещани в Ирландия и Шотландия, те могат да достигат до пет етажа и се строят от най-разнообразни слоеве на обществото. Макар че защитата, която осигуряват, не може да се мери с тази на сложен замък, те предлагат сигурност срещу по-малки заплахи.

### По-късна употреба и ренесансови замъци
Археолозите О. Крейтън и Р. Хайъм смятат, че: 
| „ | Големите провинциални къщи от XVII до XX в. са, от социална гледна точка, замъците на своето време. | “ |

Макар че съществува тенденция към преместване на елита от замъците към големи провинциални къщи и имения през XVII в., замъците не губят значението си и не стават безполезни. В по-късни конфликти, като например Английската гражданска война (1641 – 1651), много от тях биват използвани и укрепени наново, макар и в крайна сметка да са частично разрушени от самите собственици, за да не бъдат използвани от врага.
Възроденият интерес към замъците, Средновековието и рицарството, е проява на романтизма и е част от готическото възраждане в архитектурата. Примерите включват Нойшванщайн в Германия, Чапултепекския замък в Мексико и замък Дрого на Едуин Лачънс – последната проява на това движение на Британските острови. Докато църквите и катедралите в готически стил успяват да имитират средновековните примери, новите провинциални имения, наподобяващи замъци, вътрешно силно се отклоняват от средновековните образци. Това е така, защото да се следват сляпо средновековните образци означава жилищните помещения да са твърде студени и мрачни за тогавашните стандарти.
Друг вид „замъци“ – декоративните мними замъци (на английски: folly) или само руини, построени изкуствено, но така, че да приличат на истински останки, също са отличителен белег за този период. Те се строят по принцип в аристократичните градини и паркове, за да привличат окото и интереса на посетителите. Строят се и скъпи, но безполезни сгради, които не са част от планирания ландшафт, а като че ли просто си се издигат безсмислено. Всички тези конструкции използват елементи от архитектурата на замъците като кули и зъбци, но нямат военна стойност.

## Строеж
След като мястото за построяването на замъка е избрано, остава да бъде подбран строителният материал. Замък от дърво и земя е по-евтин и по-лесен за построяване, отколкото каменните. Разходите, свързани с конструкцията, не са добре описани, а в повечето оцелели текстове става въпрос за кралски замъци. Замък с отбранителен насип от пръст, мот и дървени защити, както и допълнителните сгради, би могъл да се построи от неквалифицирани строители. Източникът на човешки ресурс за строежа е местното феодално владение, а зависимите селяни, обработващи земите на своя господар, най-вероятно притежават нужните умения да секат дърва, да копаят и да работя с дървесина, което е необходимо за замъците от дърво и пръст. Принуждавани да работят за своя феодален властелин, работниците най-вероятно не получават заплащане, поради което конструирането на замък от дърво и земя почти не изисква никакви финансови средства. С течение на времето е пресметнато, че за средно голям мот – 5 метра висок и 15 широк – са нужни 50 работници и 40 дни. Изключително скъп замък от вида „мот и бейли“ е Клоунес в Ирландия, построен през 1211 г. за £20 паунда. По-високата цена (в сравнение с други такива замъци) се дължи на това, че се налага работниците да бъдат транспортирани до строителния обект.
Цената за строежа на замък варира според определени фактори като сложността на конструкцията и разходите за прекарването на материал. Сигурно е, че каменните замъци струват много повече от тези от пръст и дърво. Дори и малка кула като тази в замък Певерил струва около £200. Средно скъпи са замъци като Орфорд, построен през XII в. за £1400, а най-скъпите са например Доувър, изразходвал £7000. Харченето на огромни суми за обширни замъци като шато Гаяр, построен между 1196 и 1198 г. за от £15 000 до £20 000, лесно може да се поеме от хазната на монарха, но за господарите на малки местности строежът на замъци е изключително сериозно и скъпо занимание. Често построяването на каменни замъци отнема около десетилетие. Цената на голям замък (от £1000 до £10 000), построен за това време, поглъща приход от няколко имения, нанасяйки сериозен удар по финансите на лорда. Кампанията за строене на замъци в Уелс на Едуард I Дългокракия струва £80 000 в периода 1277 – 1304 и £95 000 в периода 1277 – 1329. Известният архитект Джеймс от Сейнт Джордж, отговорен за построяването на замък Биумарис, обяснява високата цена:
| „ | В случай че се чудите къде биха могли да отидат толкова пари за една седмица, ще ви съобщим, че се нуждаехме – и ще продължаваме да се нуждаем от 400 каменоделци (и делкачи, и зидари) заедно с 2 хиляди по-малко опитни работници, 100 талиги, 60 каруци и 30 лодки за доставката на камък от морския бряг; 200 каменари; 30 ковачи и дърводелци за поставянето на напречните греди, дъските на подовете и други нужни работи. Всичко това е без гарнизона ... нито покупката на материал. А такъв ще трябва в големи количества ... Плащанията на работниците се бавят дълго и ни е изключително трудно да ги задържим на обекта, защото просто нямат пари да се препитават. | “ |

Каменните замъци са скъпи не само за построяване, но и за поддръжка. Те съдържат в конструкцията си много дървесина, която често е неотлежала и се нуждае от внимателно поддържане. Документирано е например, че в края на XII в. разходите за ремонти по замъци като Ексетър и Глостър струват между £20 и £50 годишно.
Средновековните машини и изобретения стават незаменими по време на строежа, а античните техниките по изграждането на дървени скелета се подобряват. Намирането на камъни за скелета на донжоните и крепостните стени е първото, за което трябва да помислят средновековните строители. Често решението са каменоломни в близост до обекта. Примери за замъци, където камъните се копаят на място, са шато дьо Шинон, шато дьо Куси и шато Гаяр.
Тухлените замъци невинаги са по-слаби от техните каменни събратя. В Англия продукцията на тухли разцъфтява по югоизточния бряг поради влиянието на фламандските тъкачи и намаляването на местата за добив на камъни, което води до търсене на алтернативен строителен материал. Тухлените замъци са по-рядко срещани от каменните или от тези, изградени от пръст и дървесина. Те се избират най-вече поради естетически причини или заради модата, която се насърчава от тухлената архитектура на Ниските земи. Например когато замък Татършал, изграден с около 700 хил. тухли, се строи, наоколо има достатъчно каменен материал, но собственикът избира тухли. Впоследствие зданието е описано като „най-чудната тухлена сграда в Англия.“ В множество страни се срещат замъци и от дърво и земя, и от камък, но в Дания има малко каменоломни, което резултира в голямо преимущество на алтернативните материали. Също така повечето испански замъци са от камък, докато в Източна Европа основно се използват дървени конструкции.

## Социално средище
Замъкът е административен център, където благородникът пребивава и контролира земите си. Властелинът се уповава на подкрепа от подчинените си, защото без нея неговата власт отслабва. Успешните благородници дават приеми за тези, които са веднага след тях в аристократичната стълбица, а отсъстващите губят своето влияние. Когато владетелят притежава прекалено обширни територии, той няма възможност да посети всяка една от тях, което води до назначаване на заместници. Това се случва най-вече с кралските особи, които понякога притежават земи в различни държави. За да се позволи на господаря да се концентрира върху важните си задължения, отнасящи се за администрацията, се назначава домакинство, съставено от слуги, които се грижат за домакинските работи като осигуряване на прехраната. Домакинството се ръководи от шамбелан, а ковчежник се грижи за писмената документация на финансите. Кралските домакинства са еднакви с тези на по-нисшите благородници, като се различават единствено по мащаб и престиж. Важна част от домакинството е приготвянето на храна. Кухните представляват оживено място, когато замъкът е зает и се налага приготвянето на големи ястия. Без присъствието на благородническото домакинство, замъкът представлява тихо място с малко на брой жители, концентриращи се върху поддръжката му. Като социални средища замъците са важни места за показност. Строителите се възползват от възможността да използват символизъм, за да пробудят чувство за рицарство, към което се стреми средновековният елит. По-късни сгради от Романтичното възраждане използват елементи от архитектурата на замъците като например зъбци със същата цел. Замъците се сравняват с катедрали като обекти на архитектурна гордост, а някои замъци използват и градини като орнамент. Правото да се поставят зъбци при разрешение от монарха (макар невинаги да е задължително) е важно не само за отбраната, но и защото зъбците и други подобни добавки са престижни, понеже са използвани от елита.
Елитът през Средновековието сключва брак за подсигуряване на властта и земите, а не по любов. Девойките се омъжват съвсем рано, но младежите трябва да навършат пълнолетие. Прието е да се смята, че жените играят странична роля в домакинството в замъците, а лордът е доминант. Това произтича от представата за замъка като военна институция, но повечето замъци никога не участват в конфликти или обсади, така че домашният живот е неправилно пренебрегнат аспект. Съпругата получава дял от собствеността на съпруга си при брак (по принцип около 1/3), който тя запазва през целия си живот, а при смърт я унаследява нейният съпруг. Неин дълг е да ръководи тези земи директно, както благородникът управлява своите. Жена също може да е начело в един замък или от името на съпруга си, или при неговата гибел. Поради своето влияние в домакинството, жените повлияват на конструкцията и външния вид понякога чрез директен патронаж. Историкът Чарлз Клусън акцентира върху ролята на жената в добавянето на „чист аристократичен вкус“ към замъците поради дългия си престой в тях.
Куртоазната любов е украсена и прочувствена обич между аристокрацията. Акцент се поставя върху въздържането на влюбените. Макар че понякога се изразява чрез рицарски събития като турнири, където рицарите се бият, носейки знак от своята дама, тази любов може да бъде също интимна и тайна. Легендата за Тристан и Изолда е пример за многото истории за куртоазна обич, разказвани в Средновековието. Тя е идеал за любовта между двама души, които не са встъпили в брак, макар да е възможно мъжът да е женен за друга жена. Не е рядко срещано или позорно за благородник да бъде прелюбодеец. Хенри I например има над 20 извънбрачни деца. За една дама обаче блудството е крайно позорно.

## Ландшафт
Замъците имат значимо влияние върху заобикалящия ги пейзаж поради своята административна и символична роля. Някои от провинциалните замъци често са свързани с мелници и обработваема земя, дължащо се на това, че лордът ръководи своите земи оттам, което от своя страна им дава влияние върху ресурсите. Други са в съседство или в границите на забели (заградени гори, предназначени за лов) и са важни за тяхната поддръжка. Езерцата, пълни с риба, са лукс, често срещан около замъци. Те осигуряват сладка вода и риба, а и са символ на власт поради своята висока цена за строеж и поддържане.
Често се случва селища да се образуват поради построен наблизо замък. Понякога градове или села се изграждат около замъците. Извличането на полза от подобно разположение не е ограничено само в Европа. Когато замъка Сафад (XIII в.) се построява в Галилея, 260 селища се радват на защита и възможност свободно да се придвижват. Новопостроеният замък може да благоприятства за преконструирането на местния пейзаж, като пътищата се преместват, както е угодно на властелина. Селищата по-често се появяват около замъците, отколкото да бъдат построени по план, поради ползите от близостта до икономическия център и защитата, подсигурена от укреплението. Не всички подобни населени места оцеляват, защото щом замъкът загуби своята значимост, ползите изчезват и селището се обезлюдява.
Замъци понякога се строят вътре във или близо до градове, което води до разрушаването на съществуващи сгради. Това се случва по време и малко след Норманското нашествие в Англия. Например в Линкълн 166 къщи са разрушени за разчистване на място за замък, а йоркската земеделска земя се наводнява за създаването на ровове. Когато военната значимост на замъците избледнява, те стават по-важни като административни, финансови и съдилищни центрове.
Местонахождението на замъците, що се отнася до характеристики с висок статут като изкуствени езера, е израз на сила и контрол върху ресурсите. Често срещаната енорийска църква в близост или вътре в границите на замъка обозначава връзка между феодалния владетел и Църквата, която е една от най-важните институции на средновековното общество. Дори защитните елементи се използват за показност. Така например водните препятствия до портите на замъка Кенилуърт в Англия са умишлено построени, за да удължат пътя до входа, при което идващият да разгледа подробно замъка. Друг пример е замъкът Бодиам от XIV в. Макар да изглежда добре укрепен и модерен за времето си, неговият ров е плитък и по-скоро прибавя мащаб към пейзажа, отколкото да предпазва от подземно прокопаване. Освен това дупките за оръдията са непрактични и най-вероятно не много ефективни. Това също показва, че позволението да се добавят зъбци не е само с умисъл за по-добра защита, но е и доказателство за благосклонността на монарха, който издава подобни позволения.

## Военно дело
Като стратегически сгради замъците често биват отбягвани от врага. Тяхната площ на влияние е около 400 метра (1300 фута), а оръжията им имат малък обсег дори и в началото на артилерийската епоха. Гарнизоните струват скъпо и често са малки, освен ако замъкът не е много значим. В мирни времена гарнизоните са още по-малки поради високата цена за храна и издръжка, а дребните замъци се справят само с няколко караула и пазача на портата. Дори по време на война гарнизоните не са задължително големи, защото прекалено многобройната защита на един замък би намалила способността му да издържа на продължителна обсада. Например през 1403 г. 37 стрелци успешно защитават замъка Карнарвън срещу два щурма на съюзниците на Оуайн Глиндур по време на дълга обсада. В началото охраняването на замъка е дълг на васала към своя сеньор и на сеньора към краля. Впоследствие започва да се плаща на наемници.
Ако се наложи замък да бъде превзет поради стратегически причини, вражеската армия може или да го щурмува, или да го обсади. За по-здравите и големи крепости гладът е най-ефикасен. Без външни доставки на продоволствия гарнизонът бързо ще изразходва складираните. И все пак обсадите могат да траят седмици, месеци и дори понякога години, ако ресурсите са в големи количества. Продължителната обсада може да забави армията, печелейки време за пристигането на помощ или за натрупването на повече вражески сили. Такъв подход не се ограничава само със замъците, а се използва и при укрепените градове. Понякога се строят и обсадни укрепления за защита на обсаждащите сили от внезапна визалка.
При щурм атакуващите имат много възможности. За дървени замъци като ранните „мот и бейли“ огънят е голяма заплаха и основните усилия са в насока опожаряване. Метателни оръжия и машини се използват още от Античността, а мангонелът и петрарията (от съответно римски и източен произход) са основните две в употреба през Средновековието. Требушетът, най-вероятно развит от петрарията през XIII в., е най-ефективната обсадна машина до появата на оръдията. Тези машини са уязвими от обстрел от замъка поради малкия си обсег и големи размери. От друга страна такива машини като требушетите могат да бъдат използвани и от вътрешността на замъка поради високата траектория на снаряда. Освен това те са защитени от крепостните стени. Впоследствие оръдията се развиват до такава степен, че надминават във всяко отношение требушетът и стават основни в обсадното военно дело. Стените се подкопават чрез създаване на покрит окоп; изкопават се подземни галерии, прикриващи настъпването на атакуващите към стената. В тях се използват дървени подпори. Когато целта бъде достигната, подпорите се изгарят, при което тунелът се срутва и понася със себе си сградата от повърхността. Използват се също и тарани, които по принцип представляват голям дървесен дънер с желязно покритие в предния край. С тях се разбиват портите, а понякога се използват и срещу стени, ала с по-малък ефект. Алтернативно решение е щурмуване с ескалада, чрез което да се завземат проходите в между зъбците на стената. В такъв случай обаче бранниците стават уязвими и се откриват за обстрел, особено от арбалети и английски дълги лъкове.

## В България
В Древна Тракия и после в Източната римска империя и в Средновековна България замъкът придобива все по-отчетлив характер на резиденция, жилище и център на управление, без да губи значението си на отбранително и контролиращо съоръжение от най-древни времена. Поради това той е естествено продължение на крепостите (forteresse – фр.), изградени в планините и край реките за охрана и контрол в мирни и военни времена над пътищата и тясно свързани с мрежата древни селища поне от бронзовата епоха.